# Gabriela Deleuze
Gabriela Deleuze Ducasa (Distrito Federal, México, c., 1966) es una modelo mexicano - panameña y ganadora de un concurso de belleza que ganó el Miss Panamá 1987.

## Biografía
Deleuze que tiene 5′ 8″ (1,74 m) de estatura, compitió en el certamen nacional de belleza Miss Panamá 1987, ganó la última edición del Miss Panamá tuvo lugar en 1987 y obtuvo el título de Miss Panamá Universo. Representó la provincia de Los Santos. representó a Panamá en el certamen Miss Universo 1987 que se llevó a cabo en el Salón Cuatro del World Trade. Centre, Singapur el 27 de mayo de 1987. Ocupó el puesto 28 en el traje de baño preliminar con 7.270. También representó a Panamá en el Reinado Internacional del Café en 1988.